# Kyashan Sins
Kyashan Sins (キャシャーン SINS?, Kyashān Shinzu, titolo originale: Casshern Sins) è una serie anime, reboot di Kyashan il ragazzo androide, prodotto da Tatsunoko Production e animato da Madhouse. È stato trasmesso in Giappone il 1º ottobre 2008. L'anime è edito in Italia da Yamato Video.
La serie è completamente diversa da quella originale, in cui Kyashan è un superandroide che combatte le forze del male comandate da Bryking Boss. In questa serie Kyashan è presentato come un subalterno di Bryking Boss, il quale gli ha ordinato di assassinare la salvatrice del genere umano, Luna, e ha quindi condannato la Terra alla rovina.
Un adattamento manga è stato pubblicato nel mensile Comic Rush di Jive.

## Trama
Kyashan Sins narra la storia di un mondo in cui i robot hanno soggiogato l'umanità. Il loro capo, Bryking Boss, dominava il mondo come un tiranno. Un giorno, una misteriosa ragazza di nome Luna è convocata dal popolo affinché salvi il genere umano. Temendo questa nuova minaccia, Bryking invia tre dei suoi più potenti cyborg per uccidere Luna: Kyashan, Dio e Leda. Kyashan, il più forte dei tre, riesce ad uccidere Luna. Così, questo catastrofico evento porta la rovina sulla Terra. Centinaia di anni più tardi, l'atmosfera terrestre è avvelenata, la Terra è per lo più abitata dai robot e gli umani sono ormai sull'orlo dell'estinzione.
I robot che prima credevano di essere immortali adesso sono soggetti alla rovina (cioè la ruggine e la corrosione) provocata dall'ambiente avvelenato e devono trovare nuovi pezzi di ricambio per non morire. Nel frattempo, Kyashan, scomparso dopo l'uccisione di Luna, ritorna ma non ricorda più nulla del suo passato.

## Personaggi
- Kyashan (キャシャーン?, Kyashān): Protagonista della serie. In passato, fu un subalterno di Bryking Boss e il guerriero più forte del suo esercito di robot. Bryking Boss ordinò a Kyashan di assassinare Luna. Questo scatenò un evento catastrofico e in seguito sparì. Cento anni più tardi, ricomparirà tuttavia non ricorderà più nulla di ciò che gli accadde e di ciò che fece. Durante il viaggio per scoprire chi fosse prima di dimenticare, incontrerà molti robot che lo odiano proprio per aver ucciso Luna, molti altri invece tenteranno di divorarlo a causa di una diceria la quale afferma che il robot che mangerà le sue carni avrà vita eterna. Da un certo punto della storia proseguirà il cammino alla ricerca di Luna con Lyuze e Ringo, tuttavia, sporadicamente anche con il cane Friender. All'inizio della storia sembra possedere due personalità, quella più calma e quella più cruenta che viene fuori mentre combatte, tuttavia, imparando a conoscersi riuscirà a controllare il suo aspetto più selvaggio. Sebbene non ricordi nulla, sente di aver fatto qualcosa di profondamente sbagliato, e anche per il fatto di essere immortale, spesso, si sente in colpa vedendo continuamente robot e umani morire. Affermerà più volte di non sentirsi vivo e di provare tristezza, per questo motivo si farà più volte massacrare dai nemici. Alla fine della saga, dopo aver incontrato luna, si scontrerà con Dio, ormai debole a causa del deterioramento e lo vincerà. Prova un grande affetto per Lyuze e Ringo e spesso le proteggerà dai nemici.
- Friender (フレンダー?, Furendā): Cane robot il quale viveva in una comunità robot che aveva pacificamente accettato la corrosione. Dopo lo sterminio dell'intera comunità da parte di Kyashan, Friender tenterà prima di uccidere il superandroide e poi lo seguirà nei suoi viaggi.
- Lyuze (リューズ?, Ryūzu): Robot con le sembianze di una ragazza snella e slanciata, ha dei capelli rosa ed è solita combattere con una lama che le spunta dal polso, ha intenzione di uccidere Kyashan per vendicarsi della morte di sua sorella. Prima del cataclisma infatti, la sorella Liza, guardia del corpo di luna, fu ferita da Kyashan perché tentò di proteggerla, successivamente morì a causa del deterioramento. Nel corso della storia finirà per innamorarsi di Kyashan, tuttavia verrà assalita da sensi di colpa e da continue visioni della sorella morta. Alla fine riuscirà a placare i sensi di colpa e deciderà di seguirlo, anche lei come gli altri robot andrà incontro al deterioramento, tuttavia rifiuterà di essere curata da luna e di ricevere la vita eterna.
- Ringo (リンゴ?): Bambina robot che farà amicizia con Kyashan e che proprio da quest'ultimo verrà salvata in varie occasioni.
- Ohji (オージ?, Ōji): Tecnico di robot e custode di Ringo. In passato, era uno scienziato al servizio di Bryking Boss, è lui il creatore di Kyashan, Dio e Leda. Colpito dal senso di colpa per ciò che ha fatto, tenta di suicidarsi ma quando trova Ringo, deciderà di continuare a vivere per lei.
- Luna (ルナ?, Runa): Detta da tutti "Il sole chiamato luna" è in realtà una ragazza molto misteriosa, considerata dal genere umano l'unica speranza di salvezza. Vista come una minaccia da Bryking Boss, viene assassinata da Kyashan che innesca così la distruzione del mondo. Nonostante la sua morte, molti umani e robot credono che sia ancora viva, ed in effetti lo è. Subisce, a detta di tutti, un brusco cambiamento dopo essere stata "uccisa" da kyashan, se prima era dispensatrice di morte, ora cura e dà vita ai robot deteriorati con il suo sangue, eppure la vita da lei donata è effimera e fasulla. Odia tutto ciò che muore o che ha un odore di morte e ciò fa pensare che odi al tempo stesso anche ciò che ha vita. Propone a Kyashan di fondare con lei una città immortale, tuttavia egli rifiuterà affermando che dove non c'è morte non ci può essere nemmeno vita. Tenterà di uccidere Leda, invano. Alla fine dell'anime viene spiegato che dopo essere stata uccisa da Kyashan fu in realtà liberata dalla morte stessa, che tuttavia dispensò a tutti gli esseri, da qui ebbe inizio il deterioramento.
- Bryking Boss (ブライキング・ボス?, Buraikingu Bosu): ex-leader e comandante dell'esercito robot. Dopo aver dominato per l'umanità per secoli, Luna fu chiamata per fermarlo. Fu lui ad ordinare l'uccisione di Luna ed è lui la vera causa della distruzione del mondo. Durante tutta la storia segue Kyashan da lontano, entrando in scena solo alla fine dell'anime.
- Dio (ディオ?): Robot maschio al servizio di Bryking Boss, ebbe l'ordine insieme a Kyashan e Leda di uccidere Luna. Ha intenzione di fermare la rovina e governare il mondo al posto di Bryking Boss. È ossessionato da Kyashan e dalla sua forza, ed il suo unico scopo prima, di morire è riuscire a batterlo in un combattimento. Incontrerà più volte kyashan nella serie e spesso verrà ferito da quest'ultimo, in uno scontro perderà anche uno dei due "corni" sopra il casco. A differenza di Leda non è interessato alla vita eterna dispensata da Luna, anzi, rifiuterà di curarsi anche dopo varie sollecitazioni da parte della sua compagna. L'unica cosa che lo tiene in vita è l'ardente desiderio di combattere e vincere kyashan, sarà lui stesso ad affermare , durante il fatidico scontro, di sentirsi finalmente vivo e persino kyashan riuscirà a comprendere il suo vero desiderio, ossia di poter vivere davvero almeno una volta prima di morire. Perderà la vita dopo lo scontro, felice, asserendo di aver vinto, come ultimo desiderio chiederà a kyashan di salvare Leda ormai morente. Quest'ultima spirerà fra le sue braccia poco dopo.
- Leda (レダ?, Reda): Robot "femmina" al servizio di Bryking Boss, le fu ordinato di uccidere Luna come per Dio e Kyashan. Dopo l'inizio del deterioramento visse al fianco di Dio. È una donna spietata e calcolatrice e spesso sarà lei a prendere le redini della situazione, talvolta all'insaputa del suo compagno. È da sempre ossessionata dalla bellezza, dalla vita eterna e sogna di avere un corpo che possa procreare. Anche lei andata incontro al deterioramento deciderà di cercare Luna insieme a Dio, decisamente meno interessato, per ottenere la vita eterna. Giunta da Luna, invece che la salvezza troverà solo altra rovina, verrà sfigurata e poi gettata in una fossa comune ancora viva. Dato l'affronto subito si recherà nuovamente da Luna per ucciderla, tuttavia verrà trafitta al ventre e salvata all`ultimo secondo da kyashan per volere di Dio. Ormai stanca andrà a cercare il suo amato ormai esanime dopo lo scontro con kyashan e morirà avvinghiata a lui in lacrime. Pur essendo fredda e calcolatrice ha sempre dimostrato di amare il suo compagno Dio e di esserne legata, sentimento per altro ricambiato.
- Dune (ドゥーン?, Dūn): Robot ormai a brandelli, in passato guardia del corpo di Luna. Vaga cercando vendetta nei confronti di Kyashan. Si prende cura di un giardino di garofani blu che luna stessa farà sotterrare, morirà per proteggerla nella sua più totale indifferenza.

## Doppiaggio
| Personaggi   | Doppiatore giapponese | Doppiatore italiano |
| ------------ | --------------------- | ------------------- |
| Kyashan      | Tohru Furuya          | Ismaele Ariano      |
| Luna         | Akiko Yajima          | Martina Felli       |
| Bryking Boss | Kenji Utsumi          | Massimiliano Lotti  |
| Lyuze        | Nami Miyahara         | Katia Sorrentino    |
| Ringo        | Yūko Minaguchi        | Laura Valastro      |
| Ohji         | Yūichi Nagashima      | Riccardo Rovatti    |
| Dio          | Toshiyuki Morikawa    | Massimo Triggiani   |
| Leda         | Mami Koyama           | Luana Congedo       |
| Dune         | Yūto Nakano           | Lorenzo Scattorin   |
| Margo        | Akira Ishida          | Andrea Rotolo       |
| Wrench       | Yuko Minaguchi        | Francesca Consalvi  |

## Episodi
La serie è formata da 24 episodi.